# Pholodes
Pholodes là một chi bướm đêm thuộc họ Geometridae.